# Pusté Pole
Pusté Pole (Hongaars: Kriványpusztamező) is een Slowaakse gemeente in de regio Prešov, en maakt deel uit van het district Stará Ľubovňa.
Pusté Pole telt 225 inwoners.